# Moghania helferiana
Moghania helferiana là một loài thực vật có hoa trong họ Đậu. Loài này được (C. Presl) H.L. Li mô tả khoa học đầu tiên năm 1944.